# Bruno Zauli
Bruno Zauli (Ancona, 18 de dezembro de 1902 – Grosseto, 7 de dezembro de 1963) foi um dirigente esportivo italiano, muito famoso por seus anos na presidência da Federação Italiana de Atletismo (do italiano: Federazione Italiana di Atletica Leggera; ou simplesmente, FIDAL) que ocorreu de 1946 a 1957.
Bruno Zauli foi o idealizador da Taça da Europa de Atletismo (do italiano: Coppa Europa ou Coppa Bruno Zauli).